# 孫銘恩
孫銘恩（1803年—1855年），字書常，號蘭檢，江蘇通州（今南通市）人，清末政治人物，進士出身。

## 生平
道光十五年（1835年）登乙未科進士，選庶吉士，散館授翰林院編修。累遷詹事。咸豐二年（1852年）典試廣東。咸豐三年（1853年）連升內閣學士、兵部侍郎，出督安徽學政。此時，省會安慶已被太平軍佔據，安徽學政駐於太平府辦公。次年，因父親生病，上疏請求開缺探病，文宗懷疑其逃避，嚴厲斥責，允許其回籍，待請假期滿後，降補三四品京堂。不到一月，太平軍逼近太平府，孫銘恩不聽勸阻，執意留在城內，以證明自己清白，稱“城亡与亡，以明吾心！”。城破後，被押送至江寧（今南京），誓死不降，與其僕人范源皆被處決。朝廷追贈內閣學士，入祀京師及安徽、江蘇昭忠祠。并授騎都尉世職，諡文節。《清史稿》有傳。著有《孫文節公遺稿》等。

## 家族
崇川孙氏自明朝万历年间初祖孙彦宝（号维善，附贡生）从高邮迁居南通算起，到孙赞清、孙伯龙这一辈，已十六世矣。
- 祖父：孙兆鳌，孙兆鳌又为康熙年间进士孙闳达的玄孙。
- 父：孙廷元、孙廷元弟孙廷光。
- 妻：元配陈氏、继室赵氏，乃军机大臣侍郎赵盛奎之女。
- 子侄：孙登瀛和孙赞清皆有功名。一家五代六人中进士。

## 延伸阅读
[在维基数据编辑]
 《清史稿·卷399》，出自趙爾巽《清史稿》

## 外部連結
- 孫銘恩 （页面存档备份，存于） 中研院史語所